# Marcin Nowak (siatkarz)
Marcin Nowak (ur. 17 października 1975 w Częstochowie) – polski siatkarz, grający na pozycji środkowego. Reprezentant Polski w latach 1994–2003. Olimpijczyk z Atlanty. W 2018 roku dyrektor sportowy KSZO Ostrowiec Świętokrzyski.

## Kariera

### Kariera klubowa

#### Kluby
- 1993–1999:  AZS Częstochowa
- 1999–2001:  Pallavolo Padwa
- 2001–2002:  Galaxia Starter Bank Częstochowa AZS Częstochowa
- 2002–2004:  KP Polska Energia Sosnowiec
- 2004–2006:  AZS Olsztyn
- 2006–2008:  Mostostal Kędzierzyn-Koźle
- 2008–2009:  Delecta Bydgoscz
- 2009–2010:  Siatkarz Wieluń
- 2010–2014:  AZS Politechnika Warszawska
- 2014–2017:  Espadon Szczecin
- 2017–  Iskra Warszawa

## Osiągnięcia

### Sukcesy klubowe
- 1994:  Mistrzostwo Polski (AZS Częstochowa)
- 1995:  Mistrzostwo Polski (AZS Częstochowa)
- 1996:  Wicemistrzostwo Polski (AZS Częstochowa)
- 1997:  Mistrzostwo Polski (AZS Częstochowa)
- 1998:  Puchar Polski (AZS Częstochowa)
- 1999:  Mistrzostwo Polski (AZS Częstochowa)
- 2002:  Wicemistrzostwo Polski (AZS Częstochowa)
- 2003:  Puchar Polski (KP Polska Energia Sosnowiec)
- 2004:  Puchar Polski (KP Polska Energia Sosnowiec)
- 2005:  Wicemistrzostwo Polski (AZS Olsztyn)
- 2006:  Wicemistrzostwo Polski (AZS Olsztyn)
- 2012:  2. miejsce w Pucharze Challenge (AZS Politechnika Warszawska)

### Sukcesy reprezentacyjne
- 1996: uczestnik Igrzysk Olimpijskich w Atlancie

### Nagrody indywidualne
- 2013: Najlepszy blokujący Memoriału Zdzisława Ambroziaka

## Statystyki Zawodnika
| Impreza                 | Punkty z ataku | Punkty z bloku | Asy serwisowe | Suma |
| Liga Światowa 2002      | 63             | 40             | 6             | 109  |
| Mistrzostwa Świata 2002 | 35             | 23             | 9             | 67   |
| Liga Światowa 2003      | 51             | 37             | 11            | 99   |